# Lac Point
Le lac Point (en anglais Point Lake) est un lac situé dans les Territoires du Nord-Ouest au Canada qui couvre une superficie totale d’approximativement 701 km2.
Le lac se trouve à la limite de la taïga et de la toundra et à l'est du Grand lac de l'Ours.